# Edna Solodar
Edna Solodar (hebrejsky: עדנה סולודר) byla izraelská pedagožka, politička a bývalá poslankyně Knesetu za strany Ma'arach a Izraelská strana práce.

## Biografie
Narodila se 15. března 1930 ve vesnici Ašdot Ja'akov. Vystudovala střední školu a Rubinovu hudební akademii v Tel Avivu. Studovala humanitní a společenské vědy. Před vznikem státu Izrael se zapojila do činnosti židovských jednotek Hagana a během války za nezávislost se podílela v rámci izraelské armády na obraně židovských osad v údolí řeky Jordán před arabskými invazními armádami.

## Politická dráha
Pracovala jako učitelka hudby ve školách v kibucech a v regionu Bejt Še'an a Emek ha-Jarden. V letech 1967–1971 a 1978–1980 působila jako tajemnice kibucu Gešer. V období let 1972–1982 byla také tajemnicí hnutí ha-Kibuc ha-me'uchad pro otázky vnitra, potom v letech 1992–1998 dokonce předsedala Kibucovému hnutí. Podílela se na zakládání nových vesnic.
V izraelském parlamentu zasedla poprvé po volbách v roce 1981, do nichž šla za stranu Ma'arach. Mandát ale obdržela až dodatečně, v lednu 1982, jako náhradnice. Byla členkou výboru pro záležitosti vnitra a životního prostředí, výboru práce a sociálních věcí a předsedala podvýboru pro rozvoj a ochranu Kineretu. Ve volbách v roce 1984 mandát obhájila, opět za Ma'arach. Usedla jako členka do výboru pro zahraniční záležitosti a obranu, výboru House Committee a výboru pro záležitosti vnitra a životního prostředí. Předsedala podvýboru pro rozvoj Jordánského údolí, podvýboru pro ochranu historických památek a podvýboru pro problematiku vesnice Bejt Džan.
Naposledy byla zvolena ve volbách v roce 1988, stále za Ma'arach. V průběhu volebního období byla ovšem strana Ma'arach sloučena do Strany práce. Usedla do výboru pro záležitosti vnitra a životního prostředí, výboru pro drogové závislosti, výboru finančního, výboru pro ekonomické záležitosti a výboru House Committee. Předsedala podvýboru pro otázky vody. Ve volbách v roce 1992 mandát nezískala.
Zemřela v kibucu Gešer dne 9. dubna 2024 ve věku 94 let.